# Спускане по бабуни
Спускането по бабуни е вид ски свободен стил, зимна спортна дисциплина.
При нея състезателите трябва да покажат скокове, трикове и превъртания по склон, покрит от снежни бабуни, като се търси най-правата траектория от старта до финалната права. Стълкновението с неравностите се поема от скиорите чрез огъване на бедрата и коленете. При коректно изпълнение раменете остават паралелни на финалната линия, завиванията са краткотрайни и бързи, а ските не бива да се отделят от снежната повърхност.
Бабуните представляват серия от малки могили, разположени в няколко редици, като скиорите карат между тях, изпълнявайки пружинирания с крака и резки завивания. На няколко места по пистата има изградени рампи за скокове, на които скиорите изпълняват именно своите трикове.
Спортът не е особено добре развит, причина за което е липсата на писти с бабуни в по-голяма част от зимните курорти. Пистите от такъв тип са много трудни за поддържане заради самото естество на бабуните и фактическата невъзможност на снегообработващите машини да се справят с тях. Още едно затруднение за поддържащите бабуните работници е и самият терен, чиято стръмност е от висок порядък.

## Състезания
Първото състезание в този стил се организира през 1971 година, но много от скиорите получават сериозни травми, най-вече скъсани коленни връзки, обърнати глезени и други. Това довежда до забраната на използването на скоковете и превъртанията, която остава в сила много години. Спускането по бабуни обаче набира голяма популярност през 80-те години на XX век, или след създаването на Световната купа по свободен стил. Много младежи започват да тренират дисциплината и не след дълго са въведени ежегодни състезания в цял свят. Първото световно първенство е проведено през 1986 година, а две години по-късно спортът е представен като демонстрационен на Петнадесетите зимни олимпийски игри. 1992 година е годината, през която той вече е част от официалната игрова програма.
Днес триковете са разрешени; използват се редица салта и превъртания. Склонът е с наклон между 24 и 32 градуса и дължината му варира от 200 до 270 m. Рампите за скоковете са далеч по-малки от тези при свободния стил и се наричат „кикъри“ (от англ. ритници) заради изхвърлянето на скиорите нагоре.